# Konzerthausorchester Berlin
La Konzerthausorchester Berlin (hasta 2006 conocida como Orquesta Sinfónica de Berlín en español, y Berliner Sinfonie-Orchester en alemán) es una de las mayores orquestas sinfónicas con sede en Berlín (Alemania). Fue fundada en 1952 en el antiguo Berlín del Este.
Su sede oficial es el Konzerthaus Berlin, diseñada por el arquitecto Karl Friedrich Schinkel. El edificio fue destruido durante la II Guerra Mundial y reconstruido entre 1979 y 1984.
Desde octubre de 2006 hasta 2011, el maestro alemán Lothar Zagrosek ha sido el director titular de la Konzerthausorchester. A partir del inicio de la temporada 2012/2013 tomará el puesto el director húngaro Iván Fischer.

## Directores

Joana Mallwitz 2023

- Hermann Hildebrandt (1952-1959)
- Kurt Sanderling (1960-1977)
- Günther Herbig (1977-1983)
- Claus Peter Flor (1984-1991)
- Michael Schønwandt (1992-1998)
- Eliahu Inbal (2001-2006)
- Lothar Zagrosek (2007-2011)
- Iván Fischer (2012-2018)
- Christoph Eschenbach (2018-2023)
- Joana Mallwitz (2023-)